# Андрианово (Ленинградская область)
Андриа́ново — деревня в Тосненском городском поселении Тосненского района Ленинградской области. Рядом с деревней находится усадьба Марьино.

## История
АНДРЕЯНОВО (МАРЬИНО, ВЕРХОВЬЕ) — село с усадьбой при реке Тосне, Андреяновского сельского общества, прихода села Марьина.

Дворов крестьянских — 23. Строений — 98, в том числе жилых — 37.

Число жителей по семейным спискам 1879 г.: 65 м. п., 60 ж. п.; по приходским сведениям 1879 г.: 79 м. п., 87 ж. п.;

Школа. Две мелочные лавки. Питейный дом. Жители занимаются пилкою и возкою дров и уходят в чернорабочие. (1884 год)

В конце XIX — начале XX века деревня административно относилась к Марьинской волости 1-го стана 1-го земского участка Новгородского уезда Новгородской губернии.
В 1903 году устроен деревянный латышский лютеранский молитвенный дом, который был приписан к Новгородскому приходу; закрыт в 1920-х.

АНДРИАНОВО — деревня Андриановского сельского общества, дворов — 42, жилых домов — 42, число жителей: 88 м. п., 97 ж. п.

Занятия жителей — земледелие, отхожие промыслы. Мануфактурная лавка, мелочная лавка, хлебозапасный магазин. (1907 год)

К 1913 году количество дворов в деревне Андрианово уменьшилось до 25.
Согласно военно-топографической карте Петроградской и Новгородской губерний издания 1917 года, деревня называлась Андреанова и насчитывала 15 крестьянских дворов.
С 1917 по 1927 год деревня Андрианово входила в состав Любанской волости Новгородского уезда Новгородской губернии.
С 1927 года — в составе Адриановского сельсовета Любанского района Ленинградской области.
С 1930 года — в составе Тосненского района.
По данным 1933 года деревня Андрианово являлась административным центром Андриановского сельсовета Тосненского района, в который входили 11 населённых пунктов: деревни Андрианово, Авати Горка, Гутчево, Мельница, Новая, Рубежи, Рублёво, Сидорово, Тарасово, Усадище и хутор Примерное, общей численностью 1764 человека.
По данным 1936 года в состав Андриановского сельсовета входили 12 населённых пунктов, 325 хозяйств и 6 колхозов.

План деревни Андрианово. 1939 год

Согласно топографической карте 1939 года деревня насчитывала 21 двор, в деревне находился сельсовет, церковь, две школы и больница. В деревне действовала паромная переправа через реку Тосна.
С 1 сентября 1941 года по 31 декабря 1943 года деревня находилась в оккупации.
В 1958 году население деревни Андрианово составляло 260 человек.
По данным 1966 и 1973 годов деревня Андрианово также входила в состав Андриановского сельсовета и являлась его административным центром.
По данным 1990 года деревня Андрианово входила в состав Тарасовского сельсовета.
В 1997 году в деревне Андрианово Тарасовской волости проживали 125 человек, в 2002 году — 118 человек (русские — 96 %).
В 2007 году в деревне Андрианово Тосненского ГП — 96 человек.

## География
Деревня расположена в центральной части района на автодороге 41К-882 (Ушаки — Гуммолово), к югу от центра поселения города Тосно.
Расстояние до административного центра поселения — 17 км.
Расстояние до районного центра — 20 км.
Расстояние до ближайшей железнодорожной станции Ушаки — 15 км.
Деревня находится на правом берегу реки Тосна.

## Демография
| 2007 | 2010 | 2017 |
| ---- | ---- | ---- |
| 96   | ↗120 | ↘115 |

## Инфраструктура
Церковь Пресвятой Троицы — православный храм в деревне Андрианово, находящийся на территории Тосненского благочиния Гатчинской епархии.